# 1864
1864 (MDCCCLXIV) a fost un an bisect al calendarului gregorian, care a început într-o zi de vineri.

## Evenimente

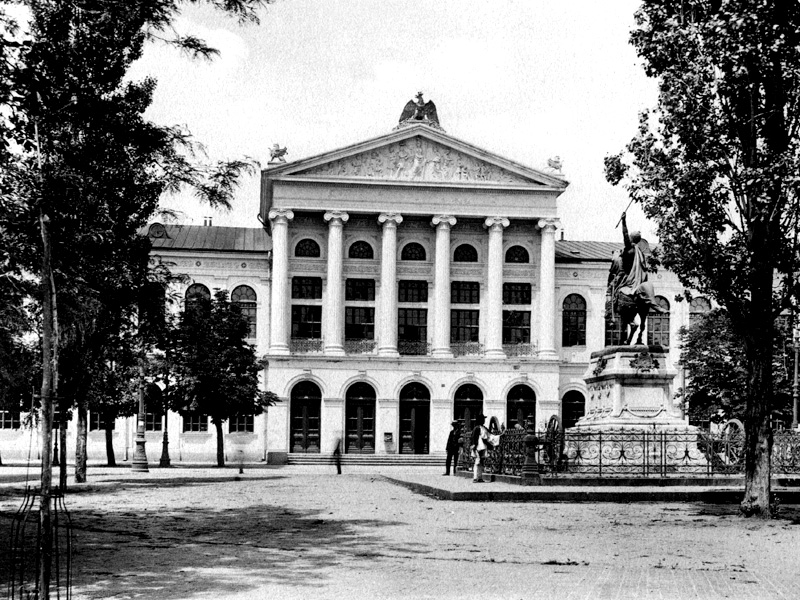
4 iulie: Se înființează Universitatea din București, având secții de drept, științe și filosofie (litere).

### Februarie
- 1 februarie: Începe Al Doilea Război Germano-Danez. Viitorul rege al României, Carol I, a participat ca voluntar în armata Prusiei, în timpul războiului, mai ales la asaltul citadelelor Fredericia și Dybbøl.

### Martie
- 10 martie: Ludovic al II-lea al Bavariei devine rege al Bavariei la vârsta de 18 ani, după moartea tatălui său, Maximilian al II-lea al Bavariei.

### Aprilie
- 9 aprilie: În România apare Legea privind interzicerea cumului de funcții publice.
- 13 aprilie: Camera votează o moțiune de vot de blam împotriva guvernului Kogălniceanu însă Cuza refuză primirea demisiei.

### Mai
- 2 mai: Lovitura de stat de la 2 mai, Alexandru Ioan Cuza dizolvă Adunarea Legiuitoare și promulgă o nouă constituție, care întărea puterea domnului în detrimentul legislativului și o nouă Lege electorală care sporea considerabil numărul alegătorilor.
- 10-14 mai: În România are loc Plebiscitul pentru aprobarea Statutului Dezvoltător al Convenției de la Paris.

### Iunie
- 25 iunie: Carol de Württemberg devine rege de Württemberg după moartea tatălui său, Wilhelm I de Württemberg.

### Iulie
- 4 iulie: Se înființează Universitatea din București, având secții de drept, științe și filosofie (litere).

### August
- 14 august: Alexandru Ioan Cuza promulgă printr-un decret Legea Rurală, care urmează să intre în vigoare la 23 aprilie 1865. Țăranii sunt eliberați de sarcinile feudale și erau împroprietăriți cu loturile de pământ pe care le foloseau, prin răscumpărare.

### Septembrie
- 15 septembrie: Se decretează Legea introducerii sistemului metric în România; va intra în vigoare de la 1 ianuarie 1866.

### Noiembrie
- 8 noiembrie: Abraham Lincoln câștigă alegerile prezidențiale din Statele Unite din 1864, cu 55% din voturi, în fața lui George B. McClellan. Vicepreședinte este Andrew Johnson.

### Decembrie
- 2 decembrie: Cuza promulgă "Codul penal" care va intra în vigoare la 1 mai 1865.
- 4 decembrie: Cuza promulgă "Codul civil" care va intra în vigoare la 1 ianuarie 1866.
- 5 decembrie: Este adoptată "Legea asupra Instrucțiunii Publice", prin care învățământul devenea unitar, în întreaga Românie.

### Nedatate
- Al.I. Cuza emite decretul privind înființarea Școlii Naționale de Arte Frumoase din București. De-a lungul timpului a purtat și alte denumiri: 1931 - Academia de Belle-Arte; 1942 - Școala Superioară de Arte din București; 1948 - Institutul de Arte Plastice „Nicolae Grigorescu”; 1990 - Academia de Arte; 1995 - Universitatea de Arte și 2002 - Universitatea Națională de Arte București.
- Société Générale. Importantă bancă franceză comercială cu sediul central la Paris. În anul 1946 a fost naționalizată.

## Arte, știință, literatură și filozofie
- Jules Verne publică O călătorie spre centrul Pământului.

## Nașteri
- 1 ianuarie: Alfred Stieglitz, fotograf american (d. 1946)
- 7 ianuarie: Philip Jaisohn, politician, militant pentru independență și jurnalist coreean (d. 1951)
- 8 ianuarie: Albert Victor, Duce de Clarence (d. 1892)
- 10 ianuarie: Marele Duce Petru Nicolaevici al Rusiei (d. 1931)
- 13 ianuarie: Wilhelm Wien, fizician german, laureat al Premiului Nobel (d. 1928)
- 12 februarie: Infanta Eulalia a Spaniei (d. 1958)
- 17 februarie: Gheorghe Wassilko de Serecki, politician român în Imperiul Austro-Ungar (d. 1940)
- 22 februarie: Jules Renard, scriitor francez (d. 1910)

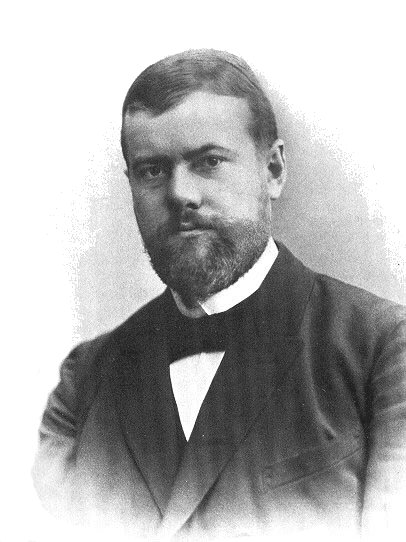
Max Weber, sociolog german
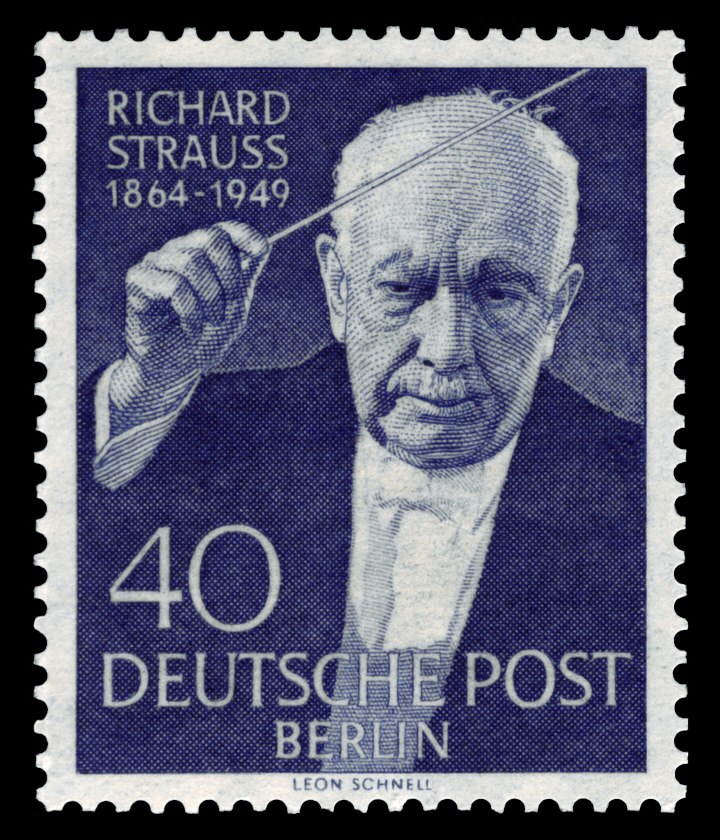
Richard Strauss, compozitor german
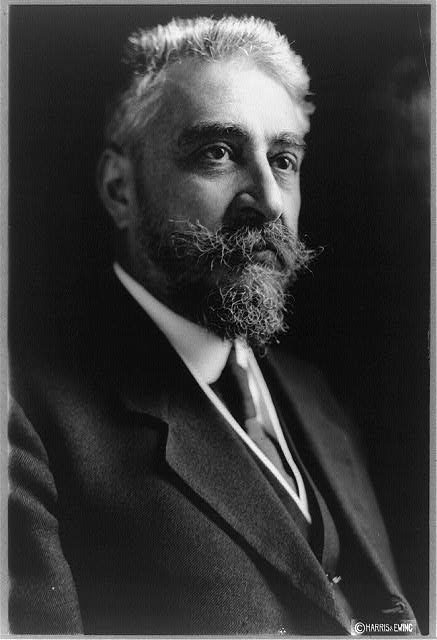
Ion I.C. Brătianu, om politic român, prim-ministru al României

- 7 martie: Wilhelm, Prinț de Hohenzollern, Șeful Casei de Hohenzollern-Sigmaringen (d. 1927)
- 14 martie: Prințesa Marie Anne de Saxa-Altenburg (d. 1918)
- 21 martie: Gheorghe Ghibănescu, istoric și filolog, membru corespondent al Academiei Române (d. 1936)
- 21 aprilie: Max Weber, sociolog german (d. 1920)
- 21 mai: Stéphanie a Belgiei, soția Prințului Moștenitor Rudolf al Austriei (d. 1945)
- 11 iunie: Richard Strauss (n. Richard Georg Strauss), compozitor german (d. 1949)
- 22 iunie: Hermann Minkowski, matematician german (d. 1909)
- 22 iunie: Ioan Russu-Șirianu, ziarist, scriitor, politician român (d. 1909)
- 20 iulie: Erik Axel Karlfeldt, poet suedez, laureat al Premiului Nobel (d. 1931)
- 21 iulie: Ermil A. Pangrati, politician și ministru român (d. 1931)
- 20 august: Ion I.C. Brătianu (aka Ionel Brătianu), om politic român, prim-ministru al României (1909-1927, cu intermitențe), fiul lui I.C. Brătianu (d. 1927)
- 23 august: Eleftherios Venizelos, politician grec, prim-ministru al Greciei (1910-1920 și 1928-1932), (d. 1936)
- 21 septembrie: Elena Văcărescu, scriitoare franceză de origine română (d. 1947)
- 29 septembrie: Gheorghe Ghibănescu, istoric și filolog român (d. 1936)
- 29 septembrie: Miguel de Unamuno, scriitor și filosof spaniol (d. 1936)
- 5 octombrie: Louis Jean Lumière, cineast și inventator francez, fratele lui Auguste (d. 1948)
- 10 octombrie: Charlotte de Schaumburg-Lippe, a doua soție a regelui Wilhelm al II-lea de Württemberg (d. 1946)

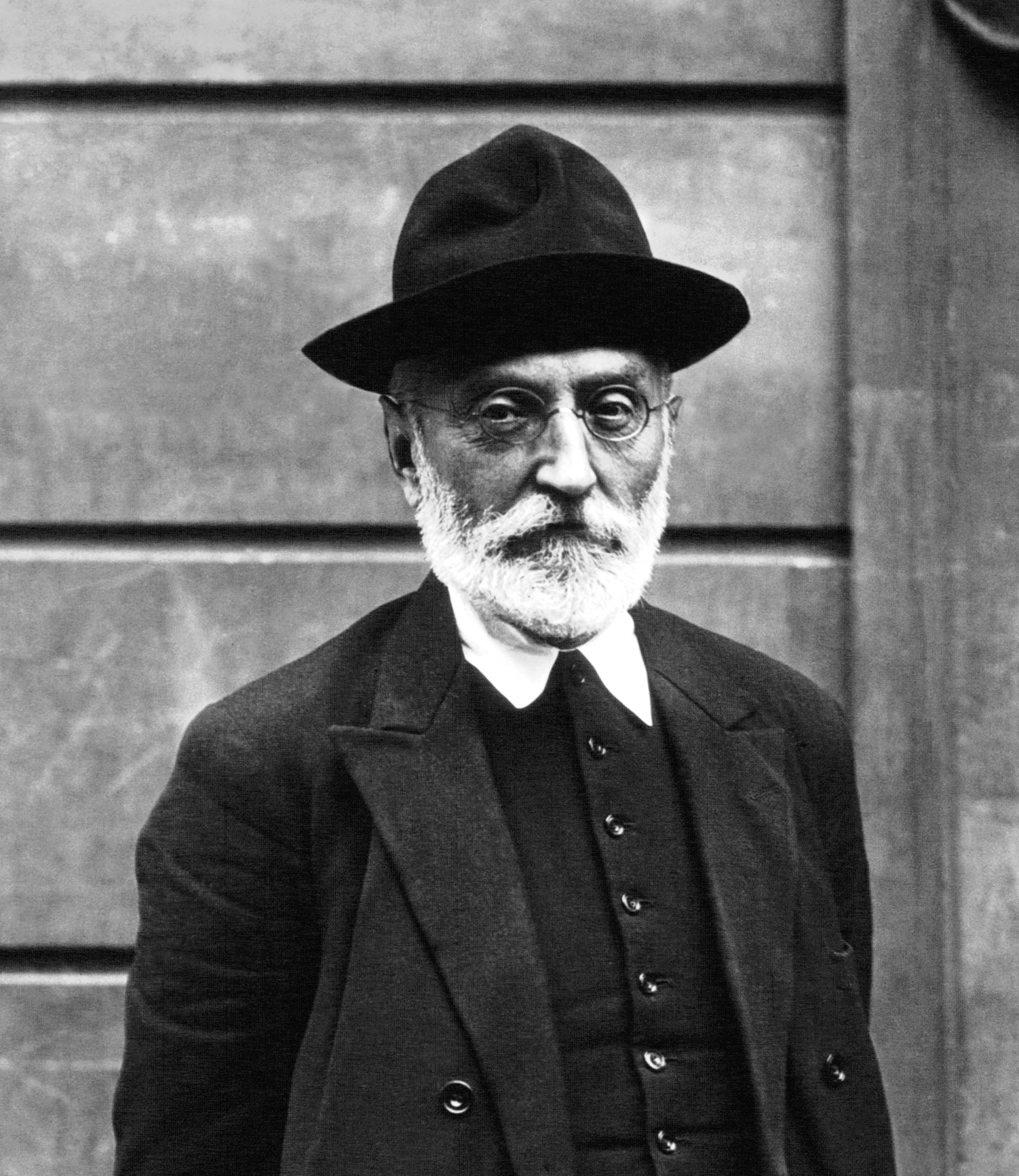
Miguel de Unamuno, scriitor și filozof spaniol
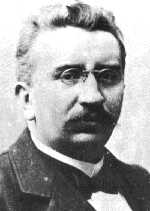
Louis Lumière, cineast francez
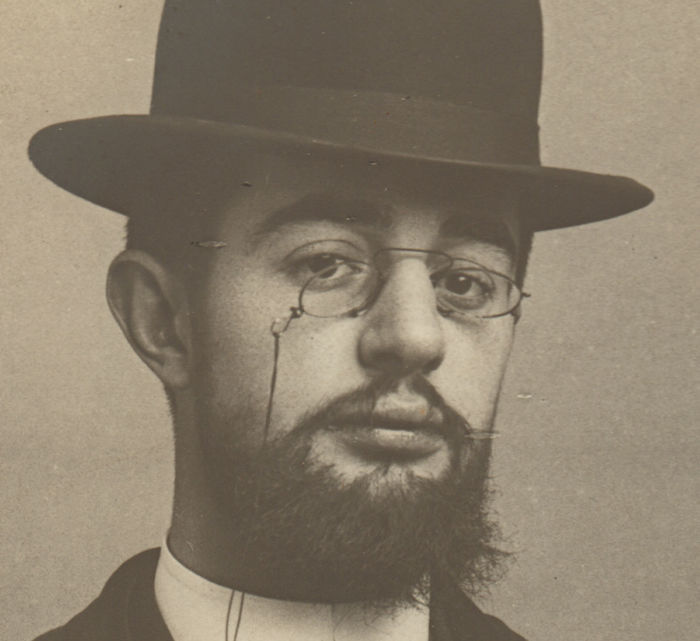
Henri de Toulouse-Lautrec, pictor francez

- 1 noiembrie: Marea Ducesă Elisabeta Fiodorovna (d. 1918)
- 9 noiembrie: Paul Sérusier, pictor francez (d. 1927)
- 11 noiembrie: Maurice Leblanc, scriitor francez (d. 1941)
- 24 noiembrie: Henri de Toulouse-Lautrec, pictor francez (d. 1901)
- 8 decembrie: Camille Claudel, sculptor francez (d. 1943)
- 23 decembrie: Zorka, prințesă a Serbiei (n. Ljubica Petrović-Njegoš), (d. 1890)

## Decese
- 28 ianuarie: Benoît Paul Émile Clapeyron, 64 ani, inginer și fizician francez (n. 1799)
- 1 februarie: Luisa Maria Tereza de Bourbon-Artois (n. Louise Marie Thérèse d'Artois), 44 ani (n. 1819)
- 7 februarie: Vuk Stefanović Karadžić, 76 ani, filolog și lingvist sârb (n. 1787)
- 5 martie: Hermann, Prinț de Wied (n. Wilhelm Hermann Karl), 49 ani (n. 1814)
- 10 martie: Maximilian al II-lea al Bavariei, 52 ani (n. 1811)
- 28 martie: Prințesa Louise Charlotte a Danemarcei, 74 ani (n. 1789)
- 2 aprilie: Prințesa Hildegard a Bavariei (n. Hildegard Luise Charlotte Theresia Friederike), 38 ani (n. 1825)

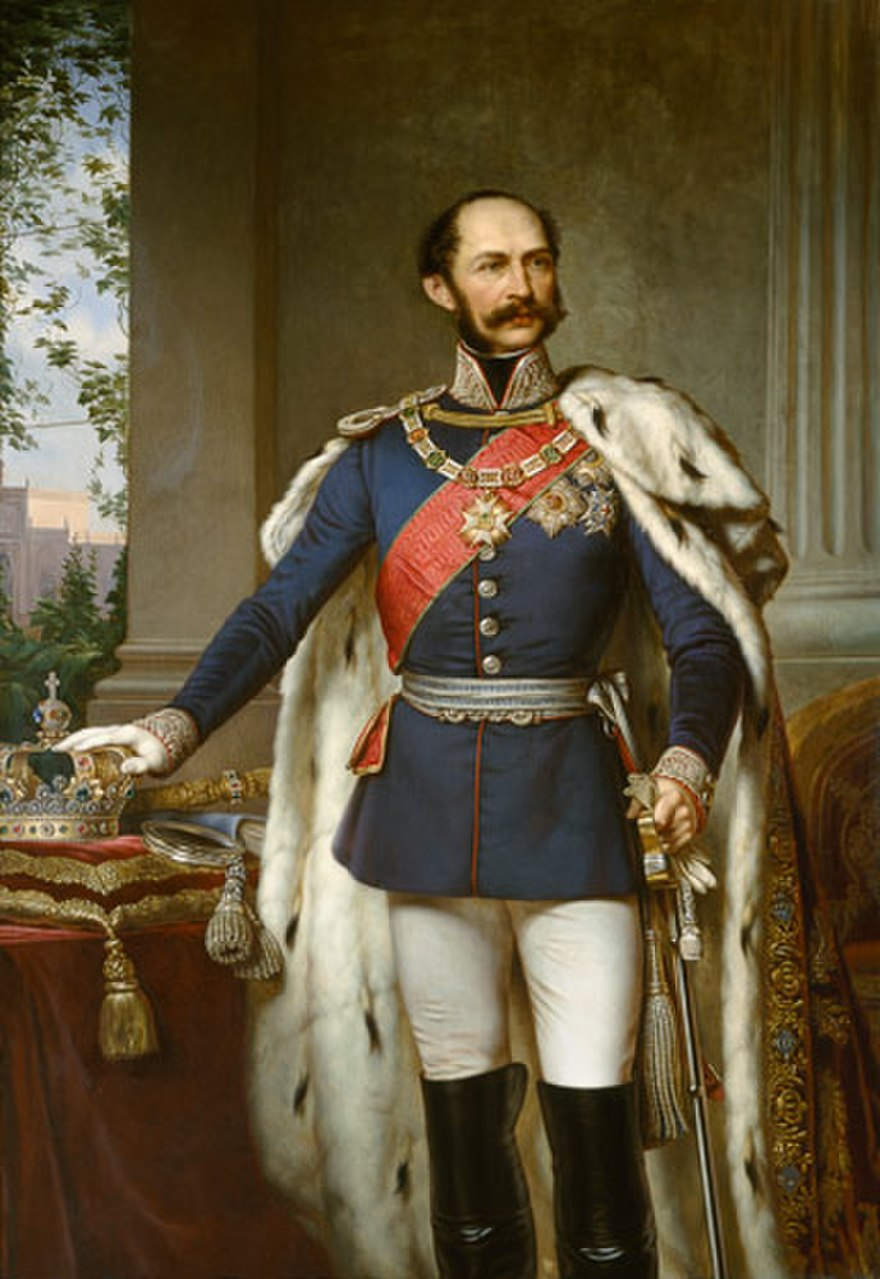
Maximilian al II-lea al Bavariei
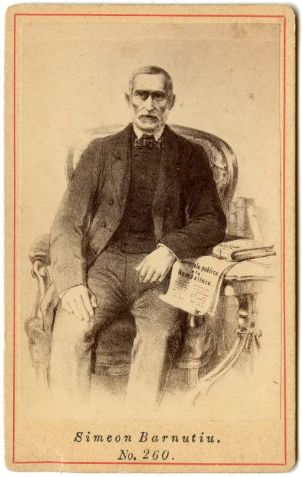
Simion Bărnuțiu, jurist, pașoptist din Transilvania
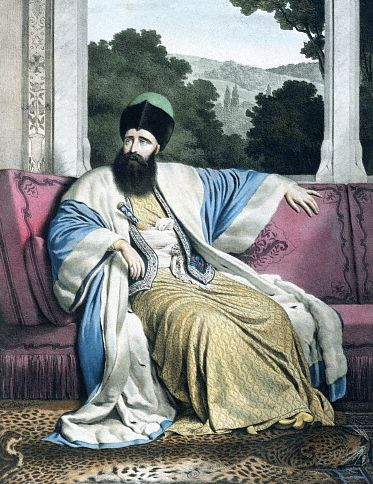
Mihail Suțu, domnitor al Moldovei

- 26 aprilie: Augusta de Austria (n. Auguste Ferdinande), 39 ani, prințesă de Bavaria (n. 1825)
- 29 aprilie: Abraham Gesner, 66 ani, medic, fizician și geolog canadian (n. 1797)
- 29 aprilie: Charles Julien Brianchon, 76 ani, matematician francez (n. 1783)
- 16 mai: Simion Bărnuțiu, 55 ani, ideolog al Revoluței de la 1848 din Transilvania, jurist, filosof și estetician român (n. 1808)
- 19 mai: Nathaniel Hawthorne (n. Nathaniel Hathorne), 59 ani, scriitor american (n. 1804)
- 20 mai: John Clare, 70 ani, poet romantic englez (n. 1793)
- 12 iunie: Mihail Suțu, 80 ani, domnitor al Moldovei (1819-1821), (n. 1784)
- 25 iunie: Regele Wilhelm I de Württemberg (n. Wilhelm Friedrich Karl), 82 ani (n. 1781)
- 5 septembrie: Ioan Maiorescu (n. Ioan Trifu), 53 ani, profesor de istorie, diplomat român, tatăl lui Titu Maiorescu (n. 1811)
- 3 noiembrie: Antônio Gonçalves Dias, 41 ani, poet și dramaturg brazilian (n. 1823)
- 8 decembrie: George Boole, 49 ani, matematician, logician și filozof britanic (n. 1815)
- 21 decembrie: Arhiducele Louis de Austria (n. Louis Joseph Anton Johann), 80 ani (n. 1784)